# CR-Baureihe SS9

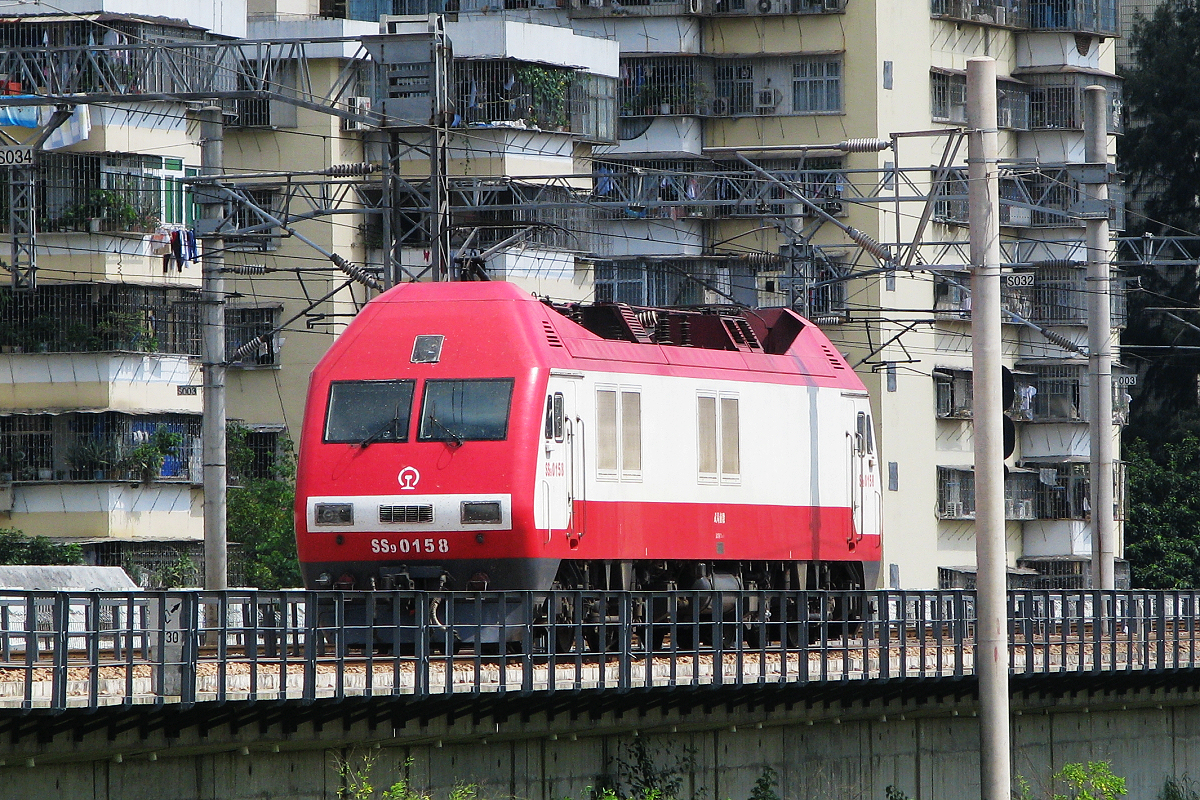
Eine Lokomotive der Baureihe SS9

Die CR-Baureihe SS9 (chinesisch 韶山9, Pinyin Shaoshan 9) ist eine Wechselstrom-Elektrolokomotive der chinesischen Staatsbahnen mit der Achsfolge Co’Co’. Das Triebfahrzeug wird zum Ziehen von Personenzügen verwendet. Die Leistung der SS9 beläuft sich auf 4800 kW.
Entwickelt und gebaut wurde die Lokomotive vom CSR-Werk in Zhuzhou. Zwei Prototypen wurden am 26. Dezember 1998 fertiggestellt; das letzte Fahrzeug wurde im Jahr 2002 produziert. Eine genaue Stückzahl der insgesamt hergestellten Maschinen ist nicht bekannt.